# باشگاه فوتبال سوانزی سیتی
باشگاه فوتبال سوانزی سیتی
‎/ˈswɒnzi ˈsɪti/‎ که به ولزی Clwb Pêl-droed Dinas Abertawe) خوانده می‌شود، یک باشگاه فوتبال ولزی است که در شهر سوانزی واقع شده است. این باشگاه هم‌اکنون در لیگ دسته یک انگلیس (چمپیونشیپ) بازی می‌کند. این باشگاه در سال ۱۹۱۲ بنیان‌گذاری شد. در آغاز نام این تیم سوانزی تاون بود که این باشگاه با این نام در سال ۱۹۲۱ میلادی به مسابقات رسمی ملحق شد. در سال ۱۹۶۹ این باشگاه به صورت رسمی از سوانزی تاون به سوانزی سیتی تغییر نام داد. تیم سوانزی در سال ۲۰۱۱ میلادی با صعود از چمپیونشیپ به لیگ برتر، عنوان نخستین تیم ولزی حاضر در لیگ برتر را از آن خود کرد.
در ژوئیه ۲۰۰۱، این باشگاه پس از حذف از لیگ دسته دوم با مبلغ یک میلیون پوند به مایک لوئیس فروخته‌شد که او نیز متعاقباً باشگاه را به یک گروه کنسرسیوم استرالیایی واگذار کرد. این باشگاه در تابستان سال ۲۰۰۵ پس از تکمیل ورزشگاه جدید خود از ورزشگاه قدیمی‌اش به نام وچ به ورزشگاه تازه تأسیس خود با نام لیبرتی نقل مکان کرد. این ورزشگاه گنجایش ۲۰٬۹۳۷ نفر را دارا است.
پس از انتخاب برندان راجرز در سال ۲۰۱۰، این تیم توانست در پایان فصل ۱۱–۲۰۱۰ پس از صعود به مرحله پلی‌اف و شکست ناتینگهام فارست (رفت و برگشت) به بازی نهایی پلی‌اف صعود به لیگ برتر راه یابد که در آن بازی، سوانزی با شکست ریدینگ در ورزشگاه ومبلی جواز حضور به لیگ برتر را به دست آورد. با این صعود سوانزی عنوان نخستین تیم ولزی حاضر در لیگ برتر را از آن خود کرد.گری مانک انگلیسی سرمربی این تیم در ۹ دسامبر ۲۰۱۵ از این تیم اخراج شد و به جای او الن کورتیس سرمربی موقت این تیم شد. پس از چند هفته و تداوم نتایج بد، فرانچسکو گوییدولین به عنوان سرمربی انتخاب شد و فصل را درخشان به اتمام رساندند. اما شروع فصل چدید برای او ضعیف بود و پس از شکست مقابل لیورپول اخراج شد. به‌جای او باب بردلی از لوهاوره استخدام شد که نتایج بهتری نداشت. در انتهای سال میلادی پل کلمنت سرمربی جدید سوانزی منتصب شد.

## رقیبان
مهم‌ترین رقیب سنتی این تیم باشگاه کاردیف سیتی است که این بازی به عنوان هماورد جنوب ولز نامیده می‌شود. واپسین باری که این دو تیم در برابر هم صف آرایی کردند در تاریخ ۸ فوریه ۲۰۱۴ بود که سوانزی با حساب ۳ بر هیچ رقیب خود را از پیش روی براشت.
- آمار رویارویی دو تیم سوانزی سیتی - کاردیف سیتی در هماورد موسوم به هماورد جنوب ولز
- به روز شده تا ۸ فوریه ۲۰۱۴

| مسابقات                      | شمار کل بازی‌ها | بردهای کاردیف | تساوی | بردهای سوانزی |
| ---------------------------- | -------------- | ------------- | ----- | ------------- |
| لیگ                          | ۵۶             | ۱۹            | ۱۶    | ۲۱            |
| جام حذفی انگلستان            | ۱              | ۰             | ۰     | ۱             |
| جام اتحادیه انگلستان         | ۵              | ۲             | ۰     | ۳             |
| جام اسوشیتد ممبرز            | ۴              | ۱             | ۱     | ۲             |
| جام حذفی ولز/FAW Premier Cup | ۳۶             | ۲۱            | ۸     | ۷             |
| لیگ جنوب                     | ۴              | ۱             | ۲     | ۱             |
| مجموع                        | ۱۰۷            | ۴۴            | ۲۷    | ۳۵            |

دیگر رقبای این تیم دو باشگاه بریستول سیتی و بریستول راورز هستند.

## حامی مالی
پس از صعود این تیم به لیگ برتر از سال ۲۰۱۱ تا کنون تولیدکننده لباس‌های این تیم شرکت آلمانی آدیداس است. پیش از آن از فصل ۲۰۰۸ تا پایان فصل ۲۰۱۱، شرکت بریتانیایی آمبرو لباس‌های مورد نیاز تیم سوانزی سیتی را تولید می‌کرد. از فصل ۲۰۰۹ تا ۲۰۱۱ گروه تجاری "32RED" که در جبل طارق واقع شده است، حامی مالی این باشگاه بود. از سال ۲۰۱۱ تا کنون تارنمای خرید برخط GWFX حامی مالی این باشگاه است. در حال حاضر حامی مالی تیم کمپانی BetEast می‌باشد.

## بازیکنان

### ترکیب کنونی

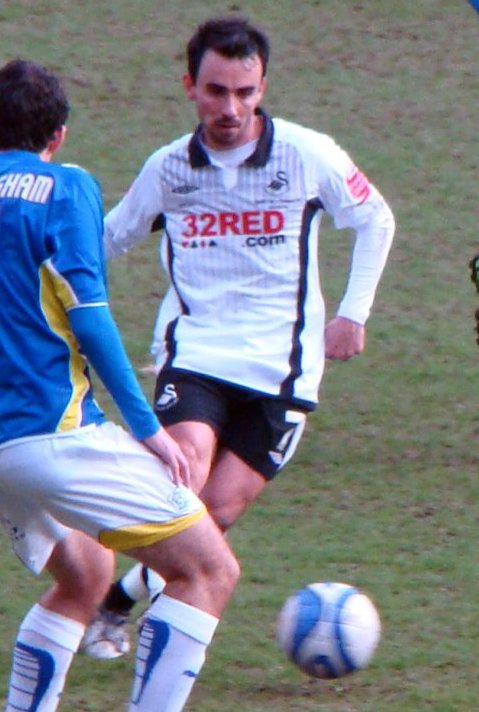
لیون بریتن بیش از ۵۰۰ بار برای سوانزی ظاهر شده

تا تاریخ ۳ فوریه ۲۰۲۵
| شماره |           | پست   | بازیکن                                  |
| ----- | --------- | ----- | --------------------------------------- |
| ۲     | انگلستان  | مدافع | Joshua Key                              |
| ۳     | دانمارک   | مدافع | کریستین پدرسن                           |
| ۴     | اسکاتلند  | هافبک | جی فولتن                                |
| ۵     | ولز       | مدافع | بن کابانگو (کاپیتان)                    |
| ۶     | انگلستان  | مدافع | هری دارلینگ                             |
| ۷     | ولز       | هافبک | جو آلن                                  |
| ۸     | انگلستان  | هافبک | لویس اوبرایان (قرضی از ناتینگهام فارست) |
| ۹     | اسلوونی   | مهاجم | ژان ویپوتنیک                            |
| ۱۰    | کره جنوبی | هافبک | اوم جی-سونگ                             |
| ۱۱    | انگلستان  | هافبک | جاش گینلی                               |
| ۱۴    | انگلستان  | مدافع | Josh Tymon                              |
| ۱۷    | پرتغال    | هافبک | Gonçalo Franco                          |
| ۱۹    | فرانسه    | مهاجم | فلوریان بیانچینی                        |

| شماره |               | پست       | بازیکن                             |
| ----- | ------------- | --------- | ---------------------------------- |
| ۲۰    | ولز           | مهاجم     | Liam Cullen                        |
| ۲۱    | اندونزی       | مدافع     | Nathan Tjoe-A-On                   |
| ۲۲    | شیلی          | دروازه‌بان | لارنس ویگوروکس                     |
| ۲۳    | جمهوری ایرلند | مدافع     | سایروس کریستی                      |
| ۲۵    | انگلستان      | هافبک     | مایلز پیرت-هریس (قرضی از برنتفورد) |
| ۲۶    | انگلستان      | مدافع     | کایل نوتون                         |
| ۲۸    | بلژیک         | مدافع     | Hannes Delcroix (قرضی از برنلی)    |
| ۳۱    | ولز           | هافبک     | Ollie Cooper                       |
| ۳۳    | اسکاتلند      | دروازه‌بان | جان مک‌لافلین                       |
| ۳۵    | برزیل         | مهاجم     | رونالد پریرا مارتینس               |
| ۳۷    | اکوادور       | هافبک     | Aimar Govea                        |
| ۴۱    | ولز           | هافبک     | Sam Parker                         |

## افتخارات
تیم سوانزی سیتی برای نخستین بار در سال ۱۹۱۳، یعنی یک سال پس از تأسیس باشگاه، قهرمان جام حذفی ولز شد. اما بزرگ‌ترین افتخار این باشگاه قهرمانی در جام اتحادیه در سال ۲۰۱۳ بود که توانست رقیب خود، برادفورد سیتی را با نتیجه ۵ بر صفر شکست دهد و برای نخستین بار قهرمان جام اتحادیه باشگاه‌های انگلستان شود.